# Мирне (село, Сумський район)
Мирне — село в Україні, у Лебединській міській громаді Сумського району Сумської області. Населення становить 186 осіб. До 2020 орган місцевого самоврядування — Гринцівська сільська рада.

## Географія
Село Мирне розташоване між річками Сула та Грунь (7 км). На відстані 1 км розташовані села Гринцеве та Дружне. По селу протікає пересихаючий струмок із загатою.

## Історія
До 2016 року село мало назву Ленінське.
12 червня 2020 року, відповідно до Розпорядження Кабінету Міністрів України № 723-р «Про визначення адміністративних центрів та затвердження територій територіальних громад Сумської області» увійшло до складу Лебединської міської громади.
19 липня 2020 року, після ліквідації Лебединського району, село увійшло до Сумського району.